# Аксьонов Анатолій Васильович
Аксьонов Анатолій Васильович (13 березня 1951, Дзержинськ — 31 серпня 2013) — український гірничий інженер, колишній директор шахти «Новодзержинська», кандидат технічних наук. Заслужений шахтар України.

## Біографія
Аксьонов Анатолій Васильович народився 13 березня 1951 у місті Торецьку в сім'ї робітників. У 1966 році після закінчення восьмирічної школи вступив в гірниче ПТУ № 9 в місті  Горлівці. Після закінчення училища, в червні 1970 року був прийнятий підземним електрослюсарем на підготовчій ділянці шахти «Торецька». У листопаді 1970 року був призваний на строкову військову службу, яку проходив два роки в ракетних військах. З грудня 1972 року, протягом 7 років Анатолій Аксьонов трудився в очисному забої на ділянці № 66 (пласт «Пугачівка») шахти № 11 −12 машиністом комбайна, а потім забійником на ділянці № 83 (пласт «Кірпічевка») на шахті «Торецька».
У ці роки без відриву від виробництва він навчався на заочному відділенні  Дніпропетровського гірничого інституту, який закінчив в 1980 році, отримавши диплом гірничого інженера за спеціальністю «Технологія і комплексна механізація підземної розробки».
З 1980 року 17 років трудився Анатолій Васильович Аксьонов на шахті «Торецька» на інженерно-технічних посадах: гірничим майстром, помічником начальника і начальником видобувної дільниці, начальником зміни, заступником головного інженера з гірничих робіт, а з листопада 1984 року по червень 1997 головним інженером шахти. А. В. Аксьонов обирався секретарем парткому (1983 рік), депутатом Торецької міської ради (1977—1982 роки і від 2010 року).
З червні 1997 року — директор шахти імені Ф. Е. Дзержинського — однієї з найскладніших у центральному районі Донбасу. У 2002 році Анатолій Васильович знову обраний депутатом Торецької міської ради від Партії регіонів та активно працював у комісії з промисловості і транспорту. Рішенням виконкому Торецької міської ради депутатів у 2004 році Аксьонову Анатолію Васильовичу присвоєно звання «Найкращий керівник міста».
З серпня 2004 року виконував обов'язки генерального директора підприємства Дзержинськвугілля. 
Вів активно громадську діяльність із захисту ветеранів війни, праці і ліквідаторів аварії на ЧАЕС.
Помер 31 серпня 2013 року.

## Сім'я
Син — Аксьонов Артем Анатолійович, депутат Торецької міської ради від партії «Сильна Україна» (2010—2014)

## Нагороди, звання
- Знак «Шахтарська слава» 3-х ступенів.
- Повний кавалер  знака «Шахтарська доблесть».[3].
- 2006 року удостоєний звання Заслужений шахтар України[4].